# Берег Кемпа
Бе́рег Ке́мпа (англ. Kemp Coast) — часть восточного побережья Антарктиды, лежащая к востоку Земли Эндерби, между 56°25' и 59°34' восточной долготы.
Берег омывается морем Содружества. Большая часть его скрыта под покровом материкового льда, образующего нередко высокие ледяные обрывы.
Берег был открыт в 1833 году английским морским офицером, капитаном судна «Магнет» Питером Кемпом; позднее назван его именем.